# Pityrodia angustisepala
Pityrodia angustisepala là một loài thực vật có hoa trong họ Hoa môi. Loài này được Munir miêu tả khoa học đầu tiên năm 1979.